# 금평군 (이의생)
금평군 이의생(錦平君 李義生, ? ~ 1435년 12월 1일(음력 11월 3일))은 조선의 왕족으로 정종의 3남이자 서3남으로 생모는 숙의 기씨이다.

## 생애
숙의 기씨 소생으로 사직(司直) 홍숙(洪宿)의 딸 남양 홍씨(南陽 洪氏)와 혼인하였으나 슬하에 자식은 없었다. 1422년(세종 4) 원윤(元尹)으로 봉해졌으나 1425년 의평군과 함께 사패를 위조하여 전라도 금구(金溝)에 유배되었다가 같은 해 6월 23일에 풀려났다. 1427년(세종 9) 음행을 저질러 강화(江華)로 유배되었으나 이듬해 유배에서 풀려났다. 1435년(세종 17) 11월 3일에 세상을 뜬다. 세종은 이에 이틀간 조회를 중지하고 관곽(棺槨)과 부물(賻物)을 하사했다. 시호는 효희(孝僖)이다. 사후에 금평군으로 봉해졌고 수도군 덕생의 11대손 달휘가 봉사손이 되었다.

## 가족 관계
- 부 : 조선 제 2대 정종
- 모 : 숙의 기씨(淑儀 奇氏)
  - 형님 : 순평군 의생(順平君 義生)
  - 동생 : 정석군 융생(貞石君 隆生)
  - 동생 : 무림군 선생(茂林君 善生)
  - 동생 : 숙신옹주
  - 동생 : 상원옹주(祥原翁主)

- 정부인 : 군부인 남양 홍씨(郡夫人 南陽 洪氏) - 사직(司直) 홍숙(洪宿)의 딸
  - 양자 : 동림부정(東林副正) 엄(儼) - 정종의 7남 수도군의 두번째 아들
    - 양손자 : 청연수(淸淵守) 숙의(淑義) - 동림부정의 동생인 풍산부정(豊山副正) 외(偎)의 둘째 아들
    - 봉사손(奉祀孫) : 이달휘(李達徽) - 수도군(守道君)의 11대손

- 첩부인 : 매소월
  - 장녀 : 전주 최씨(全州崔氏) 최현손(崔顯孫)에게 출가(出嫁)
    - 외손자 : 최충극(崔忠克)
    - 외손자 : 최효극(崔孝克)
    - 외손녀 : 신창 표씨 표영중(表永中)에게 출가

## 참고자료
- 금평군 - 한국학중앙연구원